# HD 143436
HD 143436 è una stella della costellazione del Serpente, distante 142 anni luce dal sistema solare.
Si tratta di una nana gialla di tipo spettrale G0V, molto simile al Sole, con massa, raggio, luminosità e metallicità praticamente identici a quelli del Sole, tanto da essere considerata una delle maggiori candidate a poter essere definita gemella del Sole. La sua temperatura superficiale è stata stimata in 5768 ± 43 K, rispetto ai 5777 K della nostra stella, e la presenza di metalli, vale a dire degli elementi più pesanti dell'elio è la stessa del Sole. Esistono alcune piccole differenze: il litio è 6 volte più abbondante e appare essere un po' più giovane (3,8 ± 2,9 miliardi di anni) del Sole, anche se il margine d'errore in questo caso è piuttosto alto. La stessa abbondanza di litio del resto pare correlata alla più giovane età, come nel caso di 18 Scorpii, un'altra stella definita in più occasioni gemella del Sole, e dove la presenza del litio è 4 volte superiore alla quantità presente nel Sole, mentre al contrario, in stelle simili al Sole ma molto più vecchie, come HD 197027, questo elemento è molto più scarso.